# Dzsed
| R11 |

| R11 |

Dzsed-oszlop

A dzsed (ḏed) az örökkévalóságot jelölő óegyiptomi fogalom, szó szerinti jelentése „tartósnak lenni”. Női párja a tjet. Memphiszből származó jelkép, az I. dinasztia heluáni temetőjében tűnik fel először. Az óbirodalomban „fenséges dzsed” néven tisztelték a dzsed-oszlopot. Az oszlop ábrázolásának eredete vitatott, a felső rész vízszintes tagolásának értelme ismeretlen. Talán sima faoszlop, illetve nádköteg lehetett, amelynek tetejét virágokkal, kalászokkal kötötték körül. Az Óbirodalmat követő korokban másodlagos jelentéseket és értelmezéseket kapott. Védelmező amulettként is viselték.
Az egyik legősibb egyiptomi jelkép. A Halottak Könyve az Ozirisz hátgerinceként értelmezi a dzsed-oszlopot. Ez azonban késői társítás az eredeti jelentés elhomályosulásával, és sok más isten kultuszához is kapcsolódik. Vannak, akik világfa szimbólumnak tartják, azokból az egyiptomi sírfeliratokból kiindulva amelyek szerint halottak a dzsed-oszlop segítségével jutnak fel az égbe. Az Ozirisz tiszteletére rendezett ünnepeken felállított nagyméretű dzsed-oszlop az isten feltámadását illetve a feltámadt istent jelképezte. Az oszlophoz sokszor kapcsoltak két emberi kart, amelyek általában a pásztorbotot és korbácsot tartják, Ozirisz jelképeit. Minden bizonnyal a túlvilági istenként újjászületett Ozirisz uralkodói rátermettségét jelképezte. A fáraók a nép előtt megjelenve ugyanígy tartották a kezükben e tárgyakat, a védelem és a büntetés, az oltalom és a megtorlás eme két ősi jelképét. A koronázás és a szed-ünnep fontos szertartása volt a „dzsed felállítása”.

## Kapcsolódó lapok
- Abüdosz
- Ozirisz